# Danh sách giải thưởng và đề cử của Selena Gomez
Ca sĩ và diễn viên người Mỹ Selena Gomez đã chiến thắng hơn 70 giải thưởng trong sự nghiệp của cô. Gomez thắng ba giải Teen Choice Awards cho vai diễn của cô trong phim Wizards of Waverly Place. Cô 5 lần thắng giải Nữ diễn viên truyền hình được yêu thích của Kids' Choice Award. Cô cũng thắng giải tại Gracie Award (2010), Imagen Award (2011) và hai giải tại Shorty Awards (2012/2013) cho sự nghiệp diễn xuất của cô.
Năm 2013 tại lễ trao giải Young Hollywood Awards, Gomez chiến thắng 2 giải cho album solo đầu tiên của cô Stars Dance. Single mở đường Come & Get It cũng dành giải Choice Break-Up Song tại lễ trao giải Teen Choice Awards 2013, và Best Pop Video tại MTV Video Music Awards 2013.
Tại lễ trao giải People's Choice Awards 2016, Gomez thắng giải Favorite Animated Movie Voice cho phim Hotel Transylvania 2. Cùng năm đó, cô thắng giải Nữ nghệ sĩ Pop/Rock được yêu thích tại lễ trao giải American Music Award.

## Alliance of Women Film Journalists
| Year | Category                            | Nominated work                                                               | Result | Ref.  |
| ---- | ----------------------------------- | ---------------------------------------------------------------------------- | ------ | ----- |
| 2013 | Actress Most in Need of a New Agent | Spring Breakers (shared with Ashley Benson, Rachel Korine & Vanessa Hudgens) | Đề cử  | [ 1 ] |

## ALMA Awards
| Year | Category                                                     | Nominated work           | Result    | Ref.  |
| ---- | ------------------------------------------------------------ | ------------------------ | --------- | ----- |
| 2008 | Outstanding Female Performance in a Comedy Television Series | Wizards of Waverly Place | Đề cử     | [ 2 ] |
| 2009 | Year in TV Comedy – Actress                                  | Wizards of Waverly Place | Đoạt giải | [ 3 ] |
| 2011 | Favorite Movie Actress Comedy/Musical                        | Monte Carlo              | Đề cử     | [ 4 ] |
| 2011 | Favorite TV Actress – Leading Role in a Comedy               | Wizards of Waverly Place | Đề cử     | [ 4 ] |
| 2011 | Favorite Female Music Artist                                 | —                        | Đề cử     | [ 4 ] |

## American Music Awards
| Year | Category                        | Nominated work | Result    | Ref.  |
| ---- | ------------------------------- | -------------- | --------- | ----- |
| 2016 | Artist of the Year              | —              | Đề cử     | [ 5 ] |
| 2016 | Favorite Pop/Rock Female Artist | —              | Đoạt giải | [ 6 ] |

## ASCAP Pop Music Awards
| Year | Category             | Nominated work          | Result    | Ref.  |
| ---- | -------------------- | ----------------------- | --------- | ----- |
| 2016 | Most Performed Songs | "Good for You"          | Đoạt giải | [ 7 ] |
| 2017 | Most Performed Songs | "Hands to Myself"       | Đoạt giải | [ 8 ] |
| 2017 | Most Performed Songs | "We Don't Talk Anymore" | Đoạt giải | [ 8 ] |

## BBC Radio 1's Teen Awards
| Year | Category                       | Nominated work | Result | Ref.  |
| ---- | ------------------------------ | -------------- | ------ | ----- |
| 2016 | Best International Solo Artist | —              | Đề cử  | [ 9 ] |

## BET Awards
| Year | Category    | Nominated work | Result | Ref.   |
| ---- | ----------- | -------------- | ------ | ------ |
| 2010 | Young Stars | —              | Đề cử  | [ 10 ] |

## Billboardawards

### Billboard Music Awards
| Year | Category                | Nominated work | Result | Ref.   |
| ---- | ----------------------- | -------------- | ------ | ------ |
| 2015 | Top Social Artist       | —              | Đề cử  | [ 11 ] |
| 2016 | Top Female Artist       | —              | Đề cử  | [ 12 ] |
| 2016 | Top Social Media Artist | —              | Đề cử  | [ 12 ] |
| 2017 | Top Social Artist       | —              | Đề cử  | [ 13 ] |

### Billboard Women in Music
| Year | Category          | Nominated work | Result    | Ref.   |
| ---- | ----------------- | -------------- | --------- | ------ |
| 2015 | Chart-Topper      | —              | Đoạt giải | [ 14 ] |
| 2017 | Woman of the Year | —              | Đoạt giải | [ 15 ] |

### Billboard.com Mid-Year Music Awards
| Year | Category         | Nominated work  | Result | Ref.   |
| ---- | ---------------- | --------------- | ------ | ------ |
| 2013 | Best Music Video | "Come & Get It" | Đề cử  | [ 16 ] |

## Bravo Otto
| Year | Category                              | Nominated work       | Result    | Ref.          |
| ---- | ------------------------------------- | -------------------- | --------- | ------------- |
| 2010 | Super Female TV Star – Gold Otto      | —                    | Đoạt giải | [ 17 ]        |
| 2011 | Super Female Singer – Bronze Otto     | —                    | Đoạt giải | [ 18 ]        |
| 2011 | Super Female Movie Star – Silver Otto | —                    | Đoạt giải | [ 18 ]        |
| 2011 | Super Female TV Star – Gold Otto      | —                    | Đoạt giải | [ 18 ]        |
| 2012 | Super Female Singer – Gold Otto       | —                    | Đoạt giải | [ 19 ]        |
| 2012 | Super Female TV Star – Gold Otto      | —                    | Đoạt giải | [ 19 ]        |
| 2013 | Superstar                             | —                    | Đề cử     | [ 20 ]        |
| 2013 | Sexy Babe – Gold Otto                 | —                    | Đoạt giải | [ 21 ] [ 22 ] |
| 2013 | Super-BFFs – Gold Otto                | Gomez & Taylor Swift | Đoạt giải | [ 22 ] [ 23 ] |
| 2015 | Super Female Singer                   | —                    | Đề cử     | [ 24 ]        |
| 2016 | Super Female Singer – Silver Otto     | —                    | Đoạt giải | [ 25 ]        |

## Do Something Awards
| Year | Category              | Nominated work        | Result | Ref.   |
| ---- | --------------------- | --------------------- | ------ | ------ |
| 2012 | Do Something Couple   | Gomez & Justin Bieber | Đề cử  | [ 26 ] |
| 2012 | Do Something Facebook | Gomez & UNICEF        | Đề cử  | [ 26 ] |

## Glamourawards

### Glamour Awards
| Year | Category                           | Nominated work | Result | Ref.   |
| ---- | ---------------------------------- | -------------- | ------ | ------ |
| 2012 | International Musician/Solo Artist | —              | Đề cử  | [ 27 ] |
| 2016 | International Musician/Solo Artist | —              | Đề cử  | [ 28 ] |
| 2017 | International Music Act            | —              | Đề cử  | [ 29 ] |

### Glamour Women of the Year Awards
| Year | Category                             | Nominated work | Result    | Ref.   |
| ---- | ------------------------------------ | -------------- | --------- | ------ |
| 2012 | Independent Spirit Award             | —              | Đoạt giải | [ 30 ] |
| 2012 | Glamour magazine's Woman of the Year | —              | Đoạt giải | [ 31 ] |

## Golden Raspberry Awards
| Year | Category      | Nominated work | Result | Ref.   |
| ---- | ------------- | -------------- | ------ | ------ |
| 2014 | Worst Actress | Getaway        | Đề cử  | [ 32 ] |

## Gracie Awards
| Year | Category                                          | Nominated work           | Result    | Ref.   |
| ---- | ------------------------------------------------- | ------------------------ | --------- | ------ |
| 2010 | Outstanding Female Rising Star in a Comedy Series | Wizards of Waverly Place | Đoạt giải | [ 33 ] |

## Guinness World Records
| Year | Category                                                      | Nominated work | Result    | Ref.   |
| ---- | ------------------------------------------------------------- | -------------- | --------- | ------ |
| 2015 | Most Nickelodeon's Kids' Choice Awards won by a female singer | —              | Đoạt giải | [ 34 ] |
| 2015 | Most Nickelodeon Kids' Choice Awards won (female)             | —              | Đoạt giải | [ 34 ] |
| 2016 | Most followers on Twitter for an actor (female)               | —              | Đoạt giải | [ 34 ] |
| 2016 | Most followers on Twitter for an actor                        | —              | Đoạt giải | [ 35 ] |
| 2016 | Most likes for an actor on Facebook                           | —              | Đoạt giải | [ 35 ] |
| 2016 | Most followers on Instagram for a female musician             | —              | Đoạt giải | [ 36 ] |
| 2016 | Most followers on Instagram for a musician                    | —              | Đoạt giải | [ 37 ] |
| 2016 | Most followers on Instagram for a female                      | —              | Đoạt giải | [ 38 ] |
| 2016 | Most followers on Instagram                                   | —              | Đoạt giải | [ 39 ] |
| 2017 | Most followed female chart-topper on Musical.ly               | —              | Đoạt giải | [ 35 ] |

## iHeartRadio awards

### iHeartRadio Music Awards
| Year | Category                  | Nominated work | Result    | Ref.   |
| ---- | ------------------------- | -------------- | --------- | ------ |
| 2014 | Instagram Award           | —              | Đề cử     | [ 40 ] |
| 2015 | Best Fan Army             | —              | Đề cử     | [ 41 ] |
| 2016 | Female Artist of the Year | —              | Đề cử     | [ 42 ] |
| 2016 | Best Fan Army             | —              | Đề cử     | [ 42 ] |
| 2016 | Biggest Triple Threat     | —              | Đoạt giải | [ 42 ] |
| 2017 | Female Artist of the Year | —              | Đề cử     | [ 43 ] |
| 2017 | Best Fan Army             | —              | Đề cử     | [ 43 ] |

### iHeartRadio Much Music Video Awards
| Year | Category                                      | Nominated work    | Result    | Ref.   |
| ---- | --------------------------------------------- | ----------------- | --------- | ------ |
| 2014 | Your Fave International Artist/Group          | —                 | Đoạt giải | [ 44 ] |
| 2014 | International Video of the Year – Artist      | "Come & Get It"   | Đề cử     | [ 45 ] |
| 2015 | Fan Fave International Artist or Group        | —                 | Đề cử     | [ 46 ] |
| 2016 | iHeartRadio International Artist of the Year  | "Hands to Myself" | Đề cử     | [ 47 ] |
| 2016 | Most Buzzworthy International Artist or Group | "Hands to Myself" | Đề cử     | [ 47 ] |

## Imagen Awards
| Year | Category                        | Nominated work                      | Result    | Ref.   |
| ---- | ------------------------------- | ----------------------------------- | --------- | ------ |
| 2008 | Best Actress – Television       | Wizards of Waverly Place            | Đề cử     | [ 48 ] |
| 2009 | Best Actress – Television       | Wizards of Waverly Place            | Đề cử     | [ 49 ] |
| 2010 | Best Actress – Television       | Wizards of Waverly Place: The Movie | Đề cử     | [ 50 ] |
| 2011 | Best Young Actress – Television | Wizards of Waverly Place            | Đoạt giải | [ 51 ] |
| 2012 | Best Young Actress – Television | Wizards of Waverly Place            | Đề cử     | [ 52 ] |
| 2013 | Best Actress – Television       | The Wizards Return: Alex vs. Alex   | Đề cử     | [ 53 ] |

## InStyle Social Media Awards
| Year | Category                  | Nominated work | Result    | Ref.   |
| ---- | ------------------------- | -------------- | --------- | ------ |
| 2015 | Always There For The Fans | —              | Đoạt giải | [ 54 ] |

## Ischia Film Festival
| Year | Category                      | Nominated work | Result    | Ref.   |
| ---- | ----------------------------- | -------------- | --------- | ------ |
| 2014 | Ischia Kids Global Icon Award | —              | Đoạt giải | [ 55 ] |

## Latin American Music Awards
| Year | Category                  | Nominated work                          | Result    | Ref.   |
| ---- | ------------------------- | --------------------------------------- | --------- | ------ |
| 2015 | Favorite Dance Song       | "I Want You to Know" (shared with Zedd) | Đoạt giải | [ 56 ] |
| 2017 | Favorite Crossover Artist | —                                       | Đoạt giải | [ 57 ] |

## Latin Music Italian Awards
| Year | Category                             | Nominated work | Result    | Ref.   |
| ---- | ------------------------------------ | -------------- | --------- | ------ |
| 2013 | Best Latin Live In Italy             | —              | Đoạt giải | [ 58 ] |
| 2015 | Best Latin Female Artist of The Year | —              | Đề cử     | [ 59 ] |

## LOS40 Music Awards
| Year | Category                        | Nominated work                   | Result       | Ref.   |
| ---- | ------------------------------- | -------------------------------- | ------------ | ------ |
| 2017 | International Video of the Year | "It Ain't Me" (shared with Kygo) | Chưa công bố | [ 60 ] |

## Lunas del Auditorio
| Year | Category                         | Nominated work | Result | Ref.   |
| ---- | -------------------------------- | -------------- | ------ | ------ |
| 2012 | Best Foreign Language Pop Artist | —              | Đề cử  | [ 61 ] |

## Make-A-Wish Foundation
| Year | Category                       | Nominated work | Result    | Ref.   |
| ---- | ------------------------------ | -------------- | --------- | ------ |
| 2013 | Chris Greicius Celebrity Award | —              | Đoạt giải | [ 62 ] |

## MTV awards

### MTV Europe Music Awards
| Year | Category     | Nominated work | Result | Ref.   |
| ---- | ------------ | -------------- | ------ | ------ |
| 2011 | Biggest Fans | —              | Đề cử  | [ 63 ] |
| 2013 | Best Female  | —              | Đề cử  | [ 64 ] |
| 2016 | Best Pop     | —              | Đề cử  | [ 65 ] |

### MTV Italian Music Awards
| Year | Category                  | Nominated work | Result | Ref.   |
| ---- | ------------------------- | -------------- | ------ | ------ |
| 2014 | Artist Saga               | —              | Đề cử  | [ 66 ] |
| 2015 | Top Instagram Star        | —              | Đề cử  | [ 67 ] |
| 2015 | Artist Saga               | —              | Đề cử  | [ 68 ] |
| 2016 | Best International Female | —              | Đề cử  | [ 69 ] |
| 2016 | Artist Saga               | —              | Đề cử  | [ 70 ] |
| 2016 | MTV Awards Star           | —              | Đề cử  | [ 71 ] |
| 2017 | Artist Saga               | —              | Đề cử  | [ 72 ] |
| 2017 | MTV Awards Star           | —              | Đề cử  | [ 73 ] |

### MTV Millennial Awards
| Year | Category                              | Nominated work | Result | Ref.   |
| ---- | ------------------------------------- | -------------- | ------ | ------ |
| 2013 | Celebrity Without Filter on Instagram | —              | Đề cử  | [ 74 ] |
| 2014 | Global Instagram Star                 | —              | Đề cử  | [ 75 ] |
| 2017 | Global Instagrammer                   | —              | Đề cử  | [ 76 ] |

### MTV Video Music Awards
| Year | Category                | Nominated work                                     | Result       | Ref.   |
| ---- | ----------------------- | -------------------------------------------------- | ------------ | ------ |
| 2013 | Best Pop Video          | "Come & Get It"                                    | Đoạt giải    | [ 77 ] |
| 2013 | Best Song of the Summer | "Come & Get It"                                    | Đề cử        | [ 77 ] |
| 2015 | Song of Summer          | "Good for You" (shared with ASAP Rocky)            | Đề cử        | [ 78 ] |
| 2016 | Song of Summer          | "Kill Em with Kindness"                            | Đề cử        | [ 79 ] |
| 2017 | Best Collaboration      | "We Don't Talk Anymore" (shared with Charlie Puth) | Chưa công bố | [ 80 ] |
| 2017 | Best Dance              | "It Ain't Me" (shared with Kygo)                   | Chưa công bố | [ 80 ] |

## NAACP Image Awards
| Year | Category                                                                  | Nominated work           | Result | Ref.   |
| ---- | ------------------------------------------------------------------------- | ------------------------ | ------ | ------ |
| 2009 | Outstanding Performance in a Youth/Children's Program – Series or Special | Wizards of Waverly Place | Đề cử  | [ 81 ] |
| 2010 | Outstanding Performance in a Youth/Children's Program – Series or Special | Wizards of Waverly Place | Đề cử  | [ 82 ] |
| 2011 | Outstanding Performance in a Youth/Children's Program – Series or Special | Wizards of Waverly Place | Đề cử  | [ 83 ] |

## NewNowNext Awards
| Year | Category    | Nominated work | Result    | Ref.   |
| ---- | ----------- | -------------- | --------- | ------ |
| 2013 | Triple Play | —              | Đoạt giải | [ 84 ] |

## Nickelodeon Kids' Choice Awards

### American Nickelodeon Kids' Choice Awards
| Year | Category                              | Nominated work                          | Result    | Ref.   |
| ---- | ------------------------------------- | --------------------------------------- | --------- | ------ |
| 2009 | Favorite TV Actress                   | Wizards of Waverly Place                | Đoạt giải | [ 85 ] |
| 2010 | Favorite TV Actress                   | Wizards of Waverly Place                | Đoạt giải | [ 85 ] |
| 2011 | Favorite TV Actress                   | Wizards of Waverly Place                | Đoạt giải | [ 85 ] |
| 2011 | Favorite Female Singer                | —                                       | Đề cử     | [ 86 ] |
| 2012 | Favorite TV Actress                   | Wizards of Waverly Place                | Đoạt giải | [ 85 ] |
| 2012 | Favorite Female Singer                | —                                       | Đoạt giải | [ 85 ] |
| 2013 | Favorite TV Actress                   | Wizards of Waverly Place                | Đoạt giải | [ 85 ] |
| 2014 | Favorite Female Singer                | —                                       | Đoạt giải | [ 85 ] |
| 2014 | KCA Fan Army                          | —                                       | Đoạt giải | [ 87 ] |
| 2015 | Favorite Female Singer                | —                                       | Đoạt giải | [ 85 ] |
| 2016 | Favorite Voice From an Animated Movie | Hotel Transylvania 2                    | Đề cử     | [ 88 ] |
| 2016 | Favorite Female Singer                | —                                       | Đề cử     | [ 88 ] |
| 2016 | Favorite Collaboration                | "Good For You" (shared with ASAP Rocky) | Đề cử     | [ 88 ] |
| 2017 | Favorite Female Singer                | —                                       | Đoạt giải | [ 85 ] |

### Meus Prêmios Nick
| Year | Category                      | Nominated work | Result | Ref.   |
| ---- | ----------------------------- | -------------- | ------ | ------ |
| 2012 | Favorite International Artist | —              | Đề cử  | [ 89 ] |
| 2013 | Favorite International Artist | —              | Đề cử  | [ 90 ] |
| 2015 | Favorite Fandom               | —              | Đề cử  | [ 91 ] |
| 2016 | Favorite International Artist | —              | Đề cử  | [ 92 ] |

### Nickelodeon Argentina Kids' Choice Awards
| Year | Category                      | Nominated work                   | Result    | Ref.   |
| ---- | ----------------------------- | -------------------------------- | --------- | ------ |
| 2011 | Favorite International Singer | —                                | Đoạt giải | [ 93 ] |
| 2017 | Favorite Collaboration        | "It Ain't Me" (shared with Kygo) | Đề cử     | [ 94 ] |

### Nickelodeon Australian Kids' Choice Awards
| Year | Category                   | Nominated work           | Result    | Ref.   |
| ---- | -------------------------- | ------------------------ | --------- | ------ |
| 2009 | Fave International TV Star | Wizards of Waverly Place | Đề cử     | [ 95 ] |
| 2010 | Fave TV Star               | Wizards of Waverly Place | Đoạt giải | [ 96 ] |
| 2011 | Fave TV Star               | Wizards of Waverly Place | Đoạt giải | [ 97 ] |
| 2014 | Aussies’ Fave Hottie       | —                        | Đề cử     | [ 98 ] |

### Nickelodeon Colombia Kids' Choice Awards
| Year | Category                               | Nominated work                   | Result       | Ref.    |
| ---- | -------------------------------------- | -------------------------------- | ------------ | ------- |
| 2014 | Favorite International Artist or Group | —                                | Đề cử        | [ 99 ]  |
| 2017 | Favorite International Artist or Group | —                                | Chưa công bố | [ 100 ] |
| 2017 | Favorite Collaboration                 | "It Ain't Me" (shared with Kygo) | Chưa công bố | [ 100 ] |

### Nickelodeon Mexico Kids' Choice Awards
| Year | Category                                | Nominated work                        | Result | Ref.    |
| ---- | --------------------------------------- | ------------------------------------- | ------ | ------- |
| 2010 | International Favorite Female Character | Alex Russo (Wizards of Waverly Place) | Đề cử  | [ 101 ] |
| 2013 | Favorite International Artist           | —                                     | Đề cử  | [ 102 ] |
| 2015 | Favorite International Artist or Group  | —                                     | Đề cử  | [ 103 ] |
| 2017 | Favorite Collaboration                  | "It Ain't Me" (shared with Kygo)      | Đề cử  | [ 104 ] |

## NRJ Music Awards
| Year | Category                                | Nominated work | Result       | Ref.    |
| ---- | --------------------------------------- | -------------- | ------------ | ------- |
| 2017 | International Female Artist of the Year | —              | Chưa công bố | [ 105 ] |

## O Music Awards
| Year | Category                       | Nominated work | Result    | Ref.    |
| ---- | ------------------------------ | -------------- | --------- | ------- |
| 2012 | Best Artist with a Cameraphone | —              | Đoạt giải | [ 106 ] |
| 2013 | Fan Army FTW                   | —              | Đề cử     | [ 107 ] |

## People's Choice Awards
| Year | Category                      | Nominated work       | Result    | Ref.    |
| ---- | ----------------------------- | -------------------- | --------- | ------- |
| 2013 | Favorite Music Fan Following  | —                    | Đề cử     | [ 108 ] |
| 2014 | Favorite Female Artist        | —                    | Đề cử     | [ 109 ] |
| 2016 | Favorite Animated Movie Voice | Hotel Transylvania 2 | Đoạt giải | [ 110 ] |
| 2016 | Favorite Female Artist        | —                    | Đề cử     | [ 110 ] |
| 2016 | Favorite Pop Artist           | —                    | Đề cử     | [ 110 ] |

## Radio Disney Music Awards
| Year | Category                 | Nominated work                                     | Result    | Ref.    |
| ---- | ------------------------ | -------------------------------------------------- | --------- | ------- |
| 2013 | Best Female Artist       | —                                                  | Đoạt giải | [ 111 ] |
| 2013 | Fiercest Fans            | —                                                  | Đề cử     | [ 112 ] |
| 2014 | Song of the Year         | "Come & Get It"                                    | Đoạt giải | [ 113 ] |
| 2014 | Most Talked About Artist | —                                                  | Đoạt giải | [ 113 ] |
| 2014 | Best Song to Dance To    | "Birthday"                                         | Đoạt giải | [ 113 ] |
| 2015 | Best Breakup Song        | "The Heart Wants What It Wants"                    | Đoạt giải | [ 114 ] |
| 2016 | Best Female Artist       | —                                                  | Đoạt giải | [ 115 ] |
| 2017 | Best Female Artist       | —                                                  | Đề cử     | [ 116 ] |
| 2017 | Fiercest Fans            | —                                                  | Đề cử     | [ 116 ] |
| 2017 | Best Breakup Song        | "We Don't Talk Anymore" (shared with Charlie Puth) | Đề cử     | [ 116 ] |
| 2017 | Favorite Tour            | Revival Tour                                       | Đoạt giải | [ 116 ] |
| 2017 | Best Collaboration       | "We Don't Talk Anymore" (shared with Charlie Puth) | Đề cử     | [ 116 ] |

## RTHK International Pop Poll Awards
| Year | Category                         | Nominated work                                     | Result    | Ref.    |
| ---- | -------------------------------- | -------------------------------------------------- | --------- | ------- |
| 2017 | Top Ten International Gold Songs | "We Don't Talk Anymore" (shared with Charlie Puth) | Đoạt giải | [ 117 ] |

## Shorty Awards
| Year | Category          | Nominated work | Result    | Ref.    |
| ---- | ----------------- | -------------- | --------- | ------- |
| 2012 | Actress           | —              | Đoạt giải | [ 118 ] |
| 2012 | Celebrity         | —              | Đề cử     | [ 119 ] |
| 2013 | Actress           | —              | Đoạt giải | [ 120 ] |
| 2013 | Celebrity Fashion | —              | Đoạt giải | [ 120 ] |
| 2016 | Singer            | —              | Đề cử     | [ 121 ] |

## Teen Choice Awards
| Year | Category                                | Nominated work                                     | Result    | Ref.    |
| ---- | --------------------------------------- | -------------------------------------------------- | --------- | ------- |
| 2009 | Choice Summer TV Star – Female          | Princess Protection Program                        | Đoạt giải | [ 122 ] |
| 2009 | Choice Red Carpet Fashion Icon – Female | —                                                  | Đoạt giải | [ 122 ] |
| 2009 | Choice Celebrity Dancer                 | —                                                  | Đoạt giải | [ 122 ] |
| 2010 | Choice Summer Movie Star – Female       | Ramona and Beezus                                  | Đề cử     | [ 123 ] |
| 2010 | Choice TV Actress – Comedy              | Wizards of Waverly Place                           | Đoạt giải | [ 124 ] |
| 2010 | Choice Red Carpet Fashion Icon – Female | —                                                  | Đoạt giải | [ 124 ] |
| 2011 | Choice Summer Movie Star – Female       | Monte Carlo                                        | Đề cử     | [ 125 ] |
| 2011 | Choice Summer Music Star – Female       | —                                                  | Đề cử     | [ 125 ] |
| 2011 | Choice Summer TV Actress – Comedy       | Wizards of Waverly Place                           | Đoạt giải | [ 126 ] |
| 2011 | Choice Female Hottie                    | —                                                  | Đoạt giải | [ 126 ] |
| 2012 | Choice Female Hottie                    | —                                                  | Đề cử     | [ 127 ] |
| 2013 | Choice Music: Female Artist             | —                                                  | Đề cử     | [ 128 ] |
| 2013 | Choice Break-Up Song                    | "Come & Get It"                                    | Đoạt giải | [ 128 ] |
| 2013 | Choice Summer Music Star: Female        | —                                                  | Đoạt giải | [ 128 ] |
| 2013 | Choice Music Single: Female Artist      | "Come & Get It"                                    | Đề cử     | [ 128 ] |
| 2013 | Choice Female Hottie                    | —                                                  | Đoạt giải | [ 128 ] |
| 2013 | Choice Smile                            | —                                                  | Đề cử     | [ 129 ] |
| 2014 | Choice Female Hottie                    | —                                                  | Đoạt giải | [ 130 ] |
| 2014 | Choice Smile                            | —                                                  | Đề cử     | [ 130 ] |
| 2014 | Choice Instagrammer                     | —                                                  | Đề cử     | [ 130 ] |
| 2014 | Ultimate Choice Award                   | —                                                  | Đoạt giải | [ 130 ] |
| 2015 | Choice Female Artist                    | —                                                  | Đề cử     | [ 131 ] |
| 2015 | Choice Female Hottie                    | —                                                  | Đề cử     | [ 131 ] |
| 2015 | Choice Summer Music Star: Female        | —                                                  | Đề cử     | [ 131 ] |
| 2015 | Choice Break-Up Song                    | "The Heart Wants What It Wants"                    | Đề cử     | [ 131 ] |
| 2015 | Choice Party Song                       | "I Want You to Know" (shared with Zedd)            | Đề cử     | [ 131 ] |
| 2015 | Choice Summer Song                      | "Good for You" (shared with ASAP Rocky)            | Đề cử     | [ 131 ] |
| 2015 | Social Media Queen                      | —                                                  | Đề cử     | [ 131 ] |
| 2015 | Choice Instagrammer                     | —                                                  | Đề cử     | [ 131 ] |
| 2016 | Choice Female Artist                    | —                                                  | Đoạt giải | [ 132 ] |
| 2016 | Choice Song: Female Artist              | "Hands to Myself"                                  | Đề cử     | [ 132 ] |
| 2016 | Choice Female Hottie                    | —                                                  | Đề cử     | [ 132 ] |
| 2016 | Choice Love Song                        | "Hands to Myself"                                  | Đề cử     | [ 132 ] |
| 2016 | Choice Break-Up Song                    | "Same Old Love"                                    | Đề cử     | [ 132 ] |
| 2016 | Choice Break-Up Song                    | "We Don't Talk Anymore" (shared with Charlie Puth) | Đề cử     | [ 132 ] |
| 2016 | Choice Summer Music Star: Female        | —                                                  | Đoạt giải | [ 132 ] |
| 2016 | Choice Summer Tour                      | Revival Tour                                       | Đề cử     | [ 132 ] |
| 2016 | Choice Instagrammer                     | —                                                  | Đoạt giải | [ 132 ] |
| 2017 | Choice Female Artist                    | —                                                  | Đề cử     | [ 133 ] |
| 2017 | Choice Song: Female Artist              | "Bad Liar"                                         | Đề cử     | [ 133 ] |
| 2017 | Choice Collaboration                    | "It Ain't Me" (shared with Kygo)                   | Đề cử     | [ 133 ] |
| 2017 | Choice Electronic/Dance Song            | "It Ain't Me" (shared with Kygo)                   | Đề cử     | [ 133 ] |
| 2017 | Choice Summer Song                      | "Bad Liar"                                         | Đề cử     | [ 133 ] |
| 2017 | Choice Summer Female Artist             | —                                                  | Đề cử     | [ 133 ] |
| 2017 | Choice Instagrammer                     | —                                                  | Đoạt giải | [ 133 ] |
| 2017 | Choice Snapchatter                      | —                                                  | Đề cử     | [ 133 ] |
| 2017 | Choice Style Icon                       | —                                                  | Đề cử     | [ 133 ] |
| 2017 | Choice Female Hottie                    | —                                                  | Đề cử     | [ 133 ] |
| 2017 | Choice Changemaker                      | —                                                  | Đề cử     | [ 133 ] |
| 2017 | Choice Fandom                           | —                                                  | Đề cử     | [ 133 ] |

## Telehit Awards
| Year | Category                   | Nominated work | Result       | Ref.    |
| ---- | -------------------------- | -------------- | ------------ | ------- |
| 2011 | International Youth Artist | —              | Đoạt giải    | [ 134 ] |
| 2013 | Best Female Pop Album      | Stars Dance    | Đề cử        | [ 135 ] |
| 2015 | Best Female Artist         | —              | Đề cử        | [ 136 ] |
| 2016 | Best Female Artist         | —              | Đề cử        | [ 137 ] |
| 2017 | Best Female Artist         | —              | Chưa công bố | [ 138 ] |

## unite4:Humanity
| Year | Category              | Nominated work | Result    | Ref.    |
| ---- | --------------------- | -------------- | --------- | ------- |
| 2014 | Young Visionary Award | —              | Đoạt giải | [ 139 ] |

## Webby Awards
| Year | Category                                     | Nominated work | Result | Ref.    |
| ---- | -------------------------------------------- | -------------- | ------ | ------- |
| 2017 | Celebrity/Fan (Social Content and Marketing) | Revival Tour   | Đề cử  | [ 140 ] |

## Women's Image Network Awards
| Year | Category             | Nominated work    | Result | Ref.    |
| ---- | -------------------- | ----------------- | ------ | ------- |
| 2010 | Actress Feature Film | Ramona and Beezus | Đề cử  | [ 141 ] |

## World Music Awards
| Year | Category                             | Nominated work  | Result | Ref.    |
| ---- | ------------------------------------ | --------------- | ------ | ------- |
| 2014 | World's Best Song                    | "Come & Get It" | Đề cử  | [ 142 ] |
| 2014 | World's Best Video                   | "Come & Get It" | Đề cử  | [ 142 ] |
| 2014 | World's Best Female Artist           | —               | Đề cử  | [ 142 ] |
| 2014 | World's Best Live Act                | —               | Đề cử  | [ 142 ] |
| 2014 | World's Best Entertainer of the Year | —               | Đề cử  | [ 142 ] |
| 2014 | World's Best Video                   | "Slow Down"     | Đề cử  | [ 142 ] |
| 2014 | World's Best Song                    | "Slow Down"     | Đề cử  | [ 142 ] |

## Young Artist Awards
| Year | Category                                                                       | Nominated work                                                                       | Result    | Ref.    |
| ---- | ------------------------------------------------------------------------------ | ------------------------------------------------------------------------------------ | --------- | ------- |
| 2008 | Best Young Ensemble in a TV Series                                             | Wizards of Waverly Place (shared with David Henrie, Jennifer Stone & Jake T. Austin) | Đề cử     | [ 143 ] |
| 2009 | Best Performance in a TV Movie, Miniseries, or Special – Leading Young Actress | Another Cinderella Story                                                             | Đoạt giải | [ 144 ] |
| 2009 | Best Performance in a TV Series – Leading Young Actress                        | Wizards of Waverly Place                                                             | Đề cử     | [ 144 ] |
| 2009 | Best Performance in a Voice-over Role                                          | Horton Hears a Who!                                                                  | Đề cử     | [ 144 ] |
| 2010 | Best Performance in a TV Movie, Miniseries, or Special – Leading Young Actress | Princess Protection Program                                                          | Đề cử     | [ 145 ] |

## Young Hollywood Awards
| Year | Category              | Nominated work   | Result    | Ref.    |
| ---- | --------------------- | ---------------- | --------- | ------- |
| 2013 | Fan Favorite Album    | Stars Dance      | Đoạt giải | [ 146 ] |
| 2013 | Most Anticipated Tour | Stars Dance Tour | Đoạt giải | [ 146 ] |

## Youth Rock Awards
| Year | Category                           | Nominated work           | Result | Ref.    |
| ---- | ---------------------------------- | ------------------------ | ------ | ------- |
| 2011 | Rockin’ Ensemble Cast (TV/ Comedy) | Wizards of Waverly Place | Đề cử  | [ 147 ] |
| 2011 | Rockin’ Artist of the Year         | —                        | Đề cử  | [ 147 ] |

## YouTube Music Awards
| Year | Category          | Nominated work  | Result | Ref. |
| ---- | ----------------- | --------------- | ------ | ---- |
| 2013 | Video of the Year | "Come & Get It" | Đề cử  |      |

## Grammy Awards
| Year | Category             | Nominated work       | Result | Ref. |
| ---- | -------------------- | -------------------- | ------ | ---- |
| 2022 | Best Pop Latin Album | Revelación           | Đề cử  |      |
| 2023 | Album Of The Year    | Music Of The Spheres | Đề cử  |      |
| 2023 | Best Pop Vocal Album | Music Of The Spheres | Đề cử  |      |